# Werner Repenning
Werner Repenning (* 16. Dezember 1914 in Kiel; † 22. Januar 1967 in Bad Godesberg) war ein deutscher Brigadegeneral der Bundeswehr, persönlicher Referent von Franz Josef Strauß und Angehöriger der Organisation Gehlen sowie des Bundesnachrichtendienstes.

## Leben
Repenning, Sohn eines Kaufmanns, besuchte bis zum Abitur das Kieler Reform-Realgymnasium und schlug am 1. April 1935 zunächst die Offiziers-Laufbahn in der Preußischen Landespolizei ein. Im gleichen Jahr wechselte er zur Luftwaffe, wo er zum Flugzeugführer ausgebildet wurde. Als Flugzeugführer im Kampfgeschwader 53 „Legion Condor“ wurde er 1936 zum Leutnant und 1939 zum Oberleutnant befördert. Seine weitere militärische Ausbildung erhielt er auf der Generalstabsschule der Luftwaffe auf dem Flugplatz Gatow. 1944 wurde er zum Major i. G. befördert. Er wurde mit dem Eisernen Kreuz 1. und 2. Klasse ausgezeichnet. Repenning blieb zwei Jahre in alliierter Kriegsgefangenschaft.
1952 nahm Repenning als Mitarbeiter der Organisation Gehlen, wo er den Dienstnamen Werner Reiner trug, im Bundeskanzleramt an den geheimen Gründungsgesprächen des Bundesnachrichtendienstes teil. Als Vertrauensmann Gehlens war er 1955 auch der Verbindungsmann zu Friedrich Beermann, dem sicherheitspolitischen Berater der SPD, den er u. a. über die geplante Aufteilung in einen Inlands- und einen Auslandsnachrichtendienst informierte.
Am 1. September 1956 wurde er als Oberstleutnant in die Bundeswehr übernommen und vom Bundesminister der Verteidigung Theodor Blank mit der Leitung der Attaché-Gruppe im Führungsstab der Bundeswehr betraut. Franz Josef Strauß berief Repenning im Mai 1959 zu seinem persönlichen Referenten.
Bei der Wiederbewaffnung wurde bei einer Beschaffung von Funkgeräten und Pilotenhelmen der Firma Socapex ponsot für die Nord Noratlas im Gegensatz zu der damals üblichen konspirativen Vorgehensweise der Grund für die Beschaffung im Nachrichtenmagazin Der Spiegel veröffentlicht. Der Rüstungsvertreter Roger Hentges erklärte in einem Spiegelinterview vom 29. Januar 1969, dass er unter anderem an Werner Repenning und an Otto Praun größere Bargeldmengen verteilt habe, wobei es sich nach Hentges Interpretation um Schmiergeld gehandelt  habe. Repenning sollen „etwa 2,3 Millionen Deutsche Mark“ übergeben worden sein.
Am 1. Oktober 1962 wurde Repenning vom Oberst zum Brigadegeneral befördert und wechselte als militärischer Repräsentant der Bundesrepublik zum Hauptquartier Supreme Headquarters Allied Powers Europe der NATO nach Paris.
Mehrere Bestechungs-Vorwürfe, auch im Zusammenhang mit seinem Kontakt zu Ernest F. Hauser, den er durch die Arbeit für Strauß kennengelernt hatte und in dessen Netzwerk von Beziehungen er einbezogen worden war, sollen ihn persönlich so heftig getroffen haben, dass er Ende 1966 einen Schlaganfall erlitt. In der Nacht vom 21. auf den 22. Januar 1967 erlag Repenning einem Schlaganfall. Nach einem anderen Bericht des Spiegel starb Repenning an den Folgen einer Herzmuskelentzündung. Bereits im Oktober 1966 hatte er um seine vorzeitige Versetzung in den Ruhestand gebeten, die mit Ablauf des März 1967 geplant war. Nach seinem Tod stellte die Staatsanwaltschaft das Ermittlungsverfahren gegen ihn ein. Beerdigt wurde Repenning auf dem Zentralfriedhof Bad Godesberg.